# Williamsport (Pennsylvania)
Williamsport è una città statunitense nella contea di Lycoming in Pennsylvania. Nel 2000 aveva 30.706 abitanti. È la principale città della «regione metropolitana statistica di Williamsport-Lock Haven».
A Williamsport, nel mese di agosto, si svolgono il campionato mondiale del Little League World Series di baseball e softball, organizzato da Little League Baseball.